# Делмиру-Говея
Делмиру-Говея (порт. Delmiro Gouveia) — город и муниципалитет в Бразилии, входит в штат Алагоас. Составная часть мезорегиона Сертан штата Алагоас. Входит в экономико-статистический микрорегион Алагоана-ду-Сертан-ду-Сан-Франсиску. Население составляет 41 111 человек на 2005 год. Занимает площадь 609,7 км². Плотность населения — 67,4 чел./км².

## История
Город основан в 1952 году.

## Статистика
- Валовой внутренний продукт на 2002 год составляет 124 047 реалов (данные: Бразильский институт географии и статистики).
- Валовой внутренний продукт на душу населения на 2002 год составляет 3017 реалов (данные: Бразильский институт географии и статистики).
- Индекс развития человеческого потенциала на 2000 год составляет 0,645 (данные: Программа развития ООН).

## География
Климат местности: полупустыня. В соответствии с классификацией Кёппена, климат относится к категории Ash.